# 紫山镇
紫山镇是中国福建省泉州市惠安县下辖的一个镇。

## 历史沿革
紫山镇原属黄塘镇，1999年七月析出設立。

## 行政区划
紫山镇镇政府驻翁后。紫山镇辖15个行政村，分别是：
油园村、顶赤涂村、后垵村、南田村、龙石村、紫山村、尾山村、官溪村、半岭村、光山村、坝下村、南安村、美仁村、林口村和石马村。

## 交通
- 杭福深铁路：惠安站